# Carlos Marinelli
Carlos Ariel Marinelli (Buenos Aires, 1982. március 14. –) argentin labdarúgó.

## Pályafutása
Marinelli a CA Boca Juniors akadémiáján nevelkedett. 1999 és 2003 között az angol élvonalbeli Middlesbrough FC játékosa volt. 2011-ben a Győri ETO FC játékosa. 2015-ben vonult vissza a labdarúgástól.